# Jean-François Labbé
Jean-François Labbé (* 15. Juni 1972 in Sherbrooke, Québec) ist ein ehemaliger kanadischer Eishockeytorwart und derzeitiger -funktionär, der während seiner aktiven Karriere unter anderem für die New York Rangers und Columbus Blue Jackets aus der National Hockey League aktiv war.

## Karriere
Labbé begann seine Karriere 1989 in der kanadischen Juniorenliga Québec Major Junior Hockey League bei den Trois-Rivières Draveurs. Nach weiteren Engagements bei den in der QMJHL bei den Sherbrooke Faucons und den Olympiques de Hull in der Saison 1992/93, wechselte er im Sommer 1993 in die American Hockey League zu den Prince Edward Island Senators, für die er allerdings nur zwei Spiele absolvierte. Hauptsächlich stand er im Tor des damaligen Farmteams, der Thunder Bay Senators.
In den folgenden Jahren ging Labbé für mehrere AHL-Teams aufs Eis. In der Saison 1999/00 schoss er sogar ein Tor für die Hartford Wolf Pack. In der American Hockey League wurde der Kanadier zweimal zum besten Torhüter gewählt und 1997 zum Most Valuable Player (wertvollsten Spieler) der AHL. Während der Saison 2001/02 stellte er mit neun Shutouts einen neuen AHL-Rekord auf, der jedoch 2003/04 von Jason LaBarbera verbessert wurde. Seine erste Partie in der National Hockey League absolvierte er während der Saison 1999/00 für die New York Rangers. Dies war zugleich sein letzter Einsatz für die New Yorker. Es folgten weitere 14 Spiele im Trikot der Columbus Blue Jackets.
Ab der Saison 2004/05 spielte er in Deutschland. Erst bei den Augsburger Panther und in den Saisons 2005/06 und 2006/07 bei den Nürnberg Ice Tigers. Bei den Panthern kam Labbé auf 50 Einsätze und einen Gegentorschnitt von 2,81. Des Weiteren belegte er Rang acht unter den Torhütern mit einer Fangquote von 91,13. Er fiel durch gute Reflexe auf und gilt als mitspielender Torwart. Als sein Vertrag im Sommer 2007 von den Verantwortlichen der Nürnberg Ice Tigers nicht verlängert wurde, wechselte er in die Erste Bank Eishockey Liga zu den Vienna Capitals, für die er bis 2009 aktiv war.
Ab September 2009 stand er bei den Flint Generals aus der International Hockey League unter Vertrag. Zum Saisonende 2009/10 wurde das Franchise aufgelöst und Labbé unterzeichnete im September 2010 bei Saint-François de Sherbrooke in der Ligue Nord-Américaine de Hockey. Nach der Saison 2010/11 beendete der Kanadier seine aktive Karriere und wurde zur folgenden Spielzeit von den Windsor Wild aus der Ligue Nord-Américaine de Hockey in der Funktion als General Manager verpflichtet.

## Erfolge und Auszeichnungen
| - 1992 Trophée Jacques Plante - 1992 Defensiver LHJMQ-Spieler des Jahres - 1996 AHL All-Star Classic - 1997 AHL All-Star Classic - 1997 Aldege „Baz“ Bastien Memorial Award - 1997 Les Cunningham Award - 1997 Harry „Hap“ Holmes Memorial Award - 1997 AHL First All-Star Team | - 1997 Calder-Cup-Gewinn mit den Hershey Bears - 1998 AHL All-Star Classic - 2000 AHL All-Star Classic - 2000 Harry „Hap“ Holmes Memorial Award (gemeinsam mit Milan Hnilička) - 2000 Calder-Cup-Gewinn mit dem Hartford Wolf Pack - 2002 AHL Second All-Star Team - 2016 Aufnahme in die AHL Hall of Fame |